# Marta Gómez (cantora)
Marta Gómez (Girardot, 11 de setembro de 1978) é uma cantora e compositora colombiana radicada em Barcelona.

## Biografia
Seu primeiro contato com a música foi aos 4 anos, quando se juntou a um dos mais renomados corais de Cáli, na Colômbia. Aos 17 anos, formou sua própria banda em Bogotá, chamada Eiti Leda e também fez parte de outro grupo musical chamado Sexto Sentido, desta vez liderado por Julio Reyes Copello.
Marta estudou na Berklee College of Music em Boston. Por volta de 2011, obteve seu mestrado em escrita criativa pela Universidade Pompeu Fabra, em Barcelona. Ela compôs mais de 180 músicas, gravou 21 álbuns, e ganhou um Grammy Latino em 2014. Também foi indicada para os prêmios Billboard em 2005.

## Discografia
- 2001: Marta Gómez
- 2003: Solo es vivir
- 2004: Cantos de agua dulce
- 2006: Entre cada palabra
- 2009: Musiquita
- 2010: Afri-Spaans
- 2011: El corazón y el sombrero
- 2011: Afri-Spaans 2
- 2013: Coloreando
- 2014: Este instante
- 2015: Al alba. Canciones de Navidad
- 2015: El árbol y el huracán (Con César López)
- 2016: Canciones del sol
- 2016: Canciones del luna
- 2018 La alegría y el canto
- 2018: Coloreando dos. Traditional Songs for Children in Spanish
- 2019: Un silencio que llegó de lejos (Con Andrés Rotmistrovsky)